# Lasioglossum amitinum
Lasioglossum amitinum är en biart som först beskrevs av Joseph Vachal 1894.  Lasioglossum amitinum ingår i släktet smalbin, och familjen vägbin. Inga underarter finns listade i Catalogue of Life.